# Замке
„Замке ” је југословенска телевизијска серија снимљена 1983. године у продукцији ТВ Загреб. Серија прати хватање убачених усташа током операције Гвардијан.

## Епизоде
| Сезона | Епизода | Назив   | Датум          |
| ------ | ------- | ------- | -------------- |
| 1      | 1       | Замке 1 | 8. маја 1983.  |
| 1      | 2       | Замке 2 | 8. маја 1983.  |
| 1      | 3       | Замке 3 | 15. маја 1983. |
| 1      | 4       | Замке 4 | 15. маја 1983. |

## Улоге
| Глумац                | Улога                                    |
| --------------------- | ---------------------------------------- |
| Душко Гојић           | Вуковић - потпуковник ОЗН-е (4 еп. 1983) |
| Марко Николић         | Павле - мајор ОЗН-е (4 еп. 1983)         |
| Иво Грегуревић        | Мартин - мајор ОЗН-е (4 еп. 1983)        |
| Вања Драх             | Приповједач (4 еп. 1983)                 |
| Томислав Ралиш        | Петковић - дјелатник ОЗН-е (4 еп. 1983)  |
| Миро Шегрт            | Петањек - дјелатник ОЗН-е (4 еп. 1983)   |
| Дамир Шабан           | Топић - дјелатник ОЗН-е (4 еп. 1983)     |
| Звонимир Зоричић      | Бојник Љубо Милош луне (3 еп. 1983)      |
| Милан Штрљић          | Допуковник Јосип Томљеновић (3 еп. 1983) |
| Винко Краљевић        | Зовко - дјелатник ОЗН-е (3 еп. 1983)     |
| Енес Кишевић          | Матија - пуковник ОЗН-е (3 еп. 1983)     |
| Антун Тудић           | Дјелатник ОЗН-е (3 еп. 1983)             |
| Божидар Орешковић     | Иван Сертић (2 еп. 1983)                 |
| Младен Будишчак       | Вучко (2 еп. 1983)                       |
| Зденко Јелчић         | Бојник Анте Врбан (2 еп. 1983)           |
| Крунослав Шарић       | Божидар Петрачић зрински (2 еп. 1983)    |
| Слободан Димитријевић | Помоћник министра (2 еп. 1983)           |
| Том Стојковић         | Инг. Јосип Језовшек (2 еп. 1983)         |

 Остале улоге  ▼
| Глумац                   | Улога                                      |
| ------------------------ | ------------------------------------------ |
| Младен Васари            | Истражитељ ОЗН-е (2 еп. 1983)              |
| Звонко Лепетић           | Истражитељ ОЗН-е (2 еп. 1983)              |
| Мирела Брекало           | Жена потпуковника Вуковића (2 еп. 1983)    |
| Александар Цветковић     | Телеграфист - дјелатник ОЗН-е (2 еп. 1983) |
| Милена Мухич             | Словенка, газдарица (2 еп. 1983)           |
| Иван Ловричек            | Лојзек (2 еп. 1983)                        |
| Ђорђе Рапајић            | Водич Адам (2 еп. 1983)                    |
| Бранко Супек             | Затворски чувар (2 еп. 1983)               |
| Анте Румора              | Шиме, теклић (1 еп. 1983)                  |
| Едо Перочевић            | Сурадник ОЗН-е (1 еп. 1983)                |
| Звонимир Торјанац        | Логорник Козарић (1 еп. 1983)              |
| Влатко Дулић             | Др. Владимир Саболић (1 еп. 1983)          |
| Славко Јурага            | Ројник Лука Гргић (1 еп. 1983)             |
| Љубомир Зечевић          | Никола Пехар „Пудо” (1 еп. 1983)           |
| Драган Миливојевић       | Божидар Кавран (1 еп. 1983)                |
| Владимир Пухало          | Рудолф Срнак (1 еп. 1983)                  |
| Илија Ивезић             | Инжењер Росандић (1 еп. 1983)              |
| Жељко Вукмирица          | Бојник Жупан (1 еп. 1983)                  |
| Младена Гавран           | Супруга теклића Симе (1 еп. 1983)          |
| Дарко Јанес              | Дјелатник ОЗН-е (1 еп. 1983)               |
| Фрањо Мајетић            | Поби (1 еп. 1983)                          |
| Дарко Срића              | Пријатељ из биртије (1 еп. 1983)           |
| Мато Ерговић             | Суботичанец (1 еп. 1983)                   |
| Зоран Ћирић              | Бојник Ивица Гржета (1 еп. 1983)           |
| Дарко Стажић             | Иван - дјелатник ОЗН-е (1 еп. 1983)        |
| Недим Прохић             | Оперативац ОЗН-е (1 еп. 1983)              |
| Дубравко Сидор           | Крижар (1 еп. 1983)                        |
| Жарко Поточњак           | Крижар (1 еп. 1983)                        |
| Гордан Пичуљан           | Крижар (1 еп. 1983)                        |
| Зијад Грачић             | Крижар (1 еп. 1983)                        |
| Јоаким Матковић          | Крижар (1 еп. 1983)                        |
| Борис Бакал              | Затворски чувар (1 еп. 1983)               |
| Рајко Бундало            | Шофер џипа (1 еп. 1983)                    |
| Симе Јагаринац           | Чувар у копривничком затвору (1 еп. 1983)  |
| Радослав Рале Миленковић | (1 еп. 1983)                               |
| Никола Отржан            | Крижар (1 еп. 1983)                        |

Комплетна ТВ екипа  ▼
| Редитељ    | Берислав Макаровић | (непознат број епизода) |
| Сценариста | Мирко Саболовић    | (непознат број епизода) |